# Dragan Travica
Dragan Travica (em cirílico sérvio: Драган Травица; Zagreb, 28 de agosto de 1986) é um jogador de voleibol italiano de origem sérvia.
Ele é filho do jogador e treinador de volêi sérvio Ljubomir Travica. Começou sua carreira com o time sub-21 do Sisley Treviso e após um ano com o Sira Cucine Falconara, ele estreou na Serie A1 do campeonato italiano com o Kerakoll Modena em 2004. Na temporada 2005-2006, ele jogou na Serie A2 com o Crema, obtendo o acesso para a Serie A1 e ganhando o prêmio de melhor jogador na categoria sub-23. No ano seguinte, participou novamente da A2 com o Milano, mais uma vez conseguindo a promoção e o título da Copa Itália na Serie A2.
Travica debutou na seleção italiana em 2007, no Forlì. Mais tarde jogou pelo Modena de novo e seguidamente pelo Monza. Em 2011-2012 jogou pelo Lube Banca em Macerata.

## Títulos
Volley Lube
- Campeonato Italiano: 2011–12
- Supercopa Italiana: 2012

Belogore
- Copa da Rússia 2013
- Supercopa Russa: 2013
- Liga dos Campeões: 2013–14
- Campeonato Mundial de Clubes: 2014
- Supercopa Russa: 2014

Halkbank Ankara
- Campeonato Turco: 2015–16
- Supercopa Turca: 2015

Umbria Volley
- Supercopa Italiana: 2020
- Copa Itália: 2021–22

Olympiacos Pireu
- Taça Challenge: 2022–23
- Campeonato Grego: 2022–23, 2023–24
- Copa da Grécia: 2023–24, 2024–25
- Copa da Liga Grega: 2024–25
- Supercopa Grega: 2024

## Clubes
| Anos      | Clube               |
| --------- | ------------------- |
| 2000–2002 | Volley Treviso      |
| 2002–2003 | Pallavolo Falconara |
| 2003–2005 | Modena Volley       |
| 2005–2006 | Reima Crema         |
| 2006–2008 | Sparkling Milano    |
| 2008–2009 | Modena Volley       |
| 2009–2011 | Gabeca Pallavolo    |
| 2011–2013 | Volley Lube         |
| 2013–2015 | Belogore Belgorod   |
| 2015–2016 | Halkbank Ankara     |
| 2016–2017 | Shahrdari Urmia     |
| 2017–2017 | Modena Volley       |
| 2017–2020 | Pallavolo Padova    |
| 2020–2022 | Umbria Volley       |
| 2022–     | Olympiacos Pireu    |

## Prêmios individuais
- 2011: Campeonato Europeu – Melhor levantador
- 2023: Taça Challenge – MVP
- 2023: Campeonato Grego – Melhor levantador
- 2024: Campeonato Grego – Melhor levantador
- 2024: Supercopa Grega – MVP